# Mgoszcz
Mgoszcz – wieś w Polsce, położona w województwie kujawsko-pomorskim, w powiecie chełmińskim, w gminie Lisewo.

## Podział administracyjny
W latach 1975–1998 miejscowość należała administracyjnie do województwa toruńskiego. Wedle urzędowego podziału terytorialnego kraju, w obrębie Mgoszcza wyróżniona jest 1 część miejscowości: Parcele. Do końca 2010 r. wyróżniona była także druga część miejscowości – Majątek, jednak została ona zniesiona z dniem 1 stycznia 2011 r.

## Demografia
Według Narodowego Spisu Powszechnego (III 2011 r.) wieś liczyła 386 mieszkańców. Jest trzecią co do wielkości miejscowością gminy Lisewo.

## Zabytki
Według rejestru zabytków NID na listę zabytków wpisany jest zespół pałacowy z początku XIX w.:
- pałac z 4 ćw. XIX w., nr rej.: 583 z 27.06.1988
- park, nr rej.: 487 z 9.09.1985
- budynki gospodarcze.